# Condado de Dunn (Wisconsin)
El condado de Dunn (en inglés: Dunn County), fundado en 1854, es uno de 72 condados del estado estadounidense de Wisconsin. En el año 2000, el condado tenía una población de 39,858 habitantes y una densidad poblacional de 18 personas por km². La sede del condado es Menomonie.

## Geografía
Según la Oficina del Censo, el condado tiene un área total de 2,238 km², de la cual 2,207 km² es tierra y 31 km² (1.38%) es agua.

### Condados adyacentes
- Condado de Barron (norte)
- Condado de Chippewa (este)
- Condado de Eau Claire (sureste)
- Condado de Pepin (sur)
- Condado de Pierce (suroeste)
- Condado de St. Croix (oeste)
- Condado de Polk (noroeste)

## Demografía
En el censo de 2000, había 39,858 personas, 14,337 hogares y 9,261 familias residiendo en el condado. La densidad poblacional era de 18 personas por km². En el 2000 había 15,277 unidades habitacionales en una densidad de 7 por km². La demografía del condado era de 96.08% blancos, 0.34% afroamericanos, 0.27% amerindios, 2.13% asiáticos, 0.01% isleños del Pacífico, 0.37% de otras razas y 0.80% de dos o más razas. 0.84% de la población era de origen hispano o latino de cualquier raza.

## Localidades

### Ciudades, pueblos y villas
- Boyceville (villa)
- Colfax (pueblo)
- Colfax (villa)
- Downing
- Dunn
- Eau Galle
- Elk Mound (pueblo)
- Elk Mound
- Grant
- Hay River
- Knapp
- Lucas
- Menomonie (pueblo)
- Menomonie
- New Haven
- Otter Creek
- Peru
- Red Cedar
- Ridgeland
- Rock Creek
- Sand Creek
- Sheridan
- Sherman
- Spring Brook
- Stanton
- Tainter
- Tiffany
- Weston
- Wheeler
- Wilson

### Lugares designados por el censo
- Tainter Lake

### Áreas no incorporadas
- Caryville
- Cedar Falls
- Connorsville
- Downsville
- Dunnville
- Irvington
- Meridean
- Rock Falls
- Rusk